# Quinolona

Uma quinolona: ciprofloxacina

As quinolonas e fluoroquinolonas são grupos relacionados de antibióticos, derivados do ácido nalidíxico, usados no tratamento das infecções bacterianas. Os fármacos da classe podem desencadear uma vasta onda de efeitos colaterais debilitantes e portanto não devem ser usadas como primeira linha de tratamento. A ciprofloxacina ("cipro") ficou célebre devido às encomendas gigantes pelo governo dos EUA após o surto de terrorismo biológico em 2001 e 2002, em que antrax de alta virulência foi enviado em pó dentro de correspondência endereçada a políticos e figuras públicas.
As fluoroquinolonas apresentam um átomo de flúor não observado nas quinolonas. Ambas formam o grupo de antibióticos mais tóxico atualmente em uso com mais de 40% dos usuários sofrendo de efeitos colaterais. Mais de metade dos fármacos encontradas dentro desta classe já foram removidas do uso clínico devido a reações adversas que podem causar dano permanente. Processos em massa estão sendo litigados devido a esta classe causar rompimento de tendões espontâneo e a FDA passou a apresentar os fármacos em Black Box, uma espécie de tarja preta desde 2008.

## Indicações
São efectivos contra Gram-negativos e positivos. Usada contra bacilos entéricos Gram-negativos (família Enterobacteriaceae). Também em casos de infecção por Neisseria, Haemophilus, Campylobacter e Pseudomonas.
- Carbúnculo (Antrax): devido a Bacillus anthracis;
- Gonorreia;
- Infecções do trato urinário mais graves;
- Infecções respiratórias com Pseudomonas aeruginosa;
- Otite externa por Pseudomonas aeruginosa;
- Osteomielite por bacilo Gram-negativo;
- Prostatite bacteriana;
- Cervicite (infecção do colo do útero) por bactérias.

As quinolonas costumam ser bem toleradas, no entanto, seu alto custo, a não cobertura de anaeróbios e estreptococos e o aumento da resistência microbiana limitam o seu uso clínico. Na prática, são utilizadas apenas quando não houver resposta ao primeiro esquema antimicrobiano.

## Mecanismo de acção
São inibidores da enzima bacteriana DNA topoisomerase II (girase de DNA) e da DNA topoisomerase IV. Para muitas bactérias Gram-positivo (S. aureus), a DNA topoisomerase IV é a principal inibida pelas quinolonas. Em contraste, para muitas bactérias Gram-negativo (E. coli), o principal alvo das quinolonas é a DNA-girase.

## Efeitos adversos
Efeitos adversos sérios podem ocorrer:
- Náuseas, diarreia;
- Reações alérgicas cutâneas;
- Raramente confusão, tonturas, quando associado a teofilina e anti-inflamatórios não-hormonais;
- Artralgia e tendinite, que pode persistir com a interrupção do tratamento; rupturas de tendões, descolamento de retina e outros problemas causados por alterações de colágeno. Estudos populacionais mostram a gravidade destes efeitos adversos .[3][4][5]
- As quinolonas não devem ser usadas em crianças que ainda não completaram o crescimento pois induz fechamento das placas epifisárias (cartilagens de crescimento).
- indivíduos acima de 60 anos, do sexo feminino, ativos, que realizam atividades físicas estão sob risco de lesões tendinosas e de ligamentos, durante o uso de Quinolonas; há relatos de que isto ocorra em poucos dias após o início de seu uso. [6][4][7][8]

## Interações
Há numerosas interacções. Os antiácidos, como o hidróxido de alumínio ou magnésio interferem com a absorção. São metabolizados pelas enzimas P450, sendo a sua concentração afectada por outros fármacos que afectem esse sistema.
O uso com glucocorticóides pode levar a danos nos tendões.
Em asmáticos tratados com teofilina, pode haver aumento da sua toxicidade (devido à inibição do sistema de enzimas P450).

## Membros do grupo
- Ciprofloxacina: usada no tratamento do Antrax.
- Levofloxacina
- Ofloxacina
- Norfloxacina
- Acrosoxacina
- Perfloxacina
- Cinoxacina: usada em infecções urinárias (ITUs)
- Ácido nalidixico: usada em infecções urinárias (ITUs)
- Besifloxacino: usado no tratamento de conjuntivite
- Enrofloxacina
- Moxifloxacino